# Tapferkeitsmedaille (Österreich 2024)
Die Tapferkeitsmedaille ist eine staatliche Auszeichnung der Republik Österreich für ihre Militärangehörigen.

## Geschichte
Die Tapferkeitsmedaille wurde 2024 durch Novellierung des Militärauszeichnungsgesetzes von 2002 eingeführt und wird vom Verteidigungsminister verliehen. Die Verleihungskriterien der Tapferkeitsmedaille sind auf militärische Leistungen anwendbar, die ab dem 1. August 2015 erbracht wurden. Eine mehrfache Verleihung ist zulässig.
Zum ersten Mal wurde die Tapferkeitsmedaille am 17. Juli 2025 in der Flugfeld-Kaserne in Wiener Neustadt an vier Soldaten des Jagdkommandos überreicht, die 2015 im Rahmen der „Resolute Support“-Mission in Afghanistan unter Lebensgefahr außerordentlichen Mut und Entschlossenheit im Gefecht bewiesen hatten.

## Verleihung
Im Text über die Stiftung der Auszeichnung heißt es: „Die Tapferkeitsmedaille kann an Personen verliehen werden, die in unmittelbarer Ausübung ihrer dienstlichen Pflichten während eines Einsatzes des Bundesheeres […] ein bewusst angstüberwindendes Verhalten bei einer außergewöhnlichen Gefährdung für die eigene körperliche Unversehrtheit bei Kampfhandlungen oder unter Gewalteinwirkung gesetzt haben, das weit über das gewöhnliche Maß an Tapferkeit hinausgeht und somit in zumutbarer Weise nicht zu erwarten war.“

## Aussehen und Trageweise

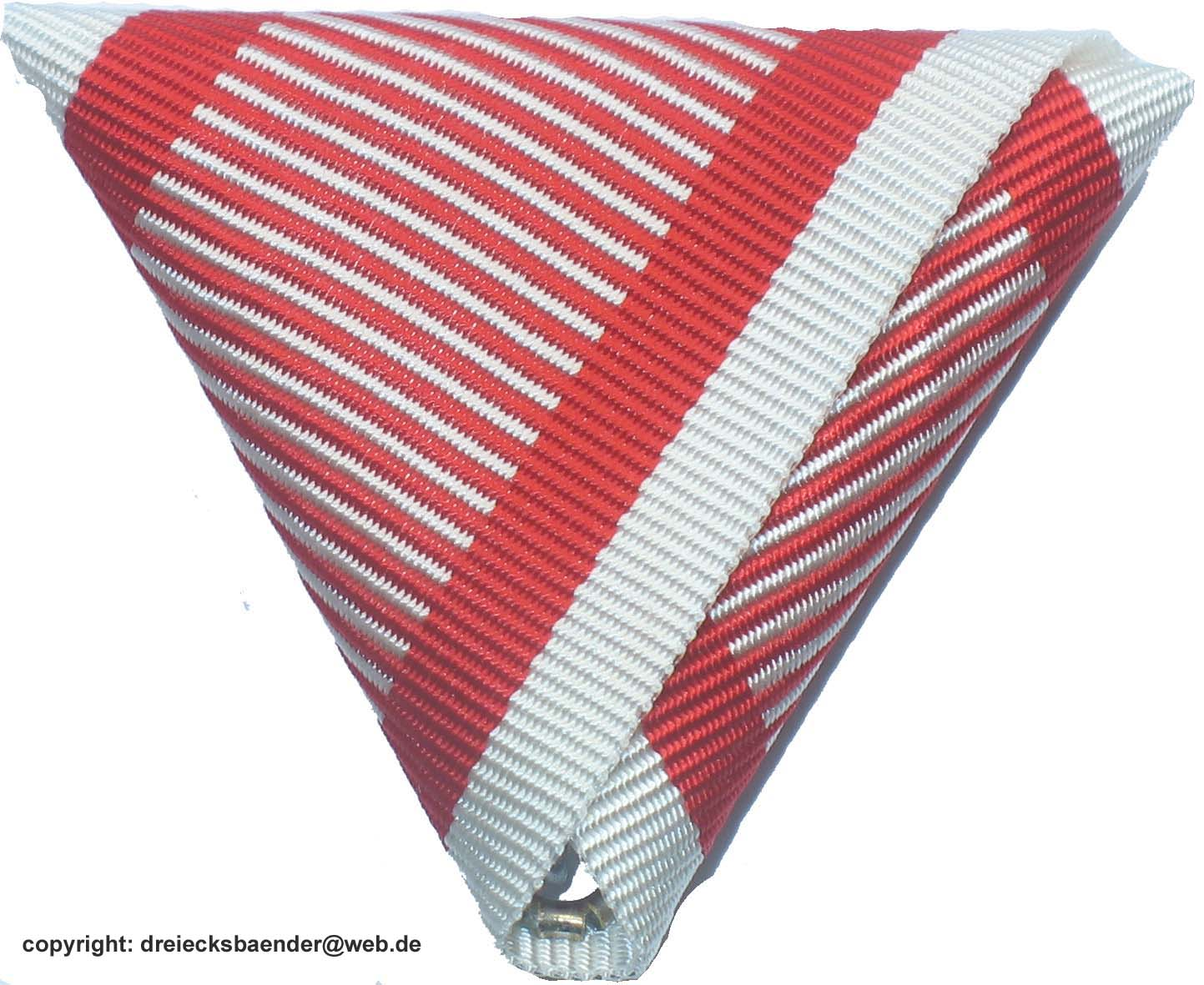
Band der Tapferkeitsmedaille

Die Tapferkeitsmedaille ist am dreieckig gefalteten Band an der linken Brustseite zu tragen.
Die Medaille ist kreisrund, vergoldet und hat einen Durchmesser von 40 mm. Auf der Vorderseite zeigt sie in der Mitte die Aufschrift „FORTITUDINI“, umfasst von einem nach oben offenen Lorbeerkranz. Die Rückseite zeigt das militärische Hoheitszeichen mit der Umschrift „ÖSTERREICHISCHES BUNDESHEER“. Die Verbindung der Medaille mit dem dreieckig gefalteten Band wird durch eine vergoldete Öse hergestellt. Das Band ist weiß, 45 mm breit, mit einem ponceau-rot und weiß quer gerippten 25 mm breiten Mittelstreifen und beiderseits mit 5 mm vom Rand entfernten, 5 mm breiten ponceau-roten Streifen versehen.
Die Gestaltung der Medaille, besonders aber des Bandes, knüpft an die 1789 bis 1918 verliehene Tapferkeitsmedaille der Monarchie an, die jedoch im Unterschied zur Tapferkeitsmedaille der Republik mehrstufig verliehen wurde.